# オリンピック・マーチ
『オリンピック・マーチ』は、1964年に古関裕而が1964年東京オリンピックでの行進用に作曲した行進曲。全国の運動会や吹奏楽の曲としても広く使用されている。「五輪行進曲」や「五輪マーチ」とも呼ばれている。
1971年には1972年札幌オリンピック用に「純白の大地」（歌担当：日本合唱協会）の作曲も行っている。

## 製作
古関は1963年2月にオリンピック東京大会組織委員会とNHKから入場行進曲の作曲を依頼され、帰宅後に妻と娘に興奮した様子で報告したという。古関が作曲者に選ばれた理由は不明であるが、辻田真佐憲は、1958年の『オリンピック賛歌』の編曲を含めてスポーツ音楽に関する実績が古関にあったこと、また有力な作曲家であった山田耕筰が当時高齢であったことを根拠に考えている。完成は1963年6月であった。
『オリンピック・マーチ』は日本的な印象を重視して作曲された。一般に当時の若者に向かない雅楽・民謡の要素は排除された一方で、終盤には『君が代』のメロディーが込められている。

## 使用
1964年東京オリンピックの初日にあたる1964年10月10日に国立競技場で行われた開会式の行進曲として採用された。演奏担当は陸上自衛隊中央音楽隊。
2019年にはオリンピックが題材のドラマであるNHK大河ドラマ『いだてん〜東京オリムピック噺〜』、2020年には古関裕而をモデルにしたドラマであるNHK連続テレビ小説『エール』で使用された。2021年には、2020年東京オリンピックの最終日にあたる8月8日に国立競技場で行われた閉会式の行進曲として、アレンジバージョンが採用された。57年の時を経て再び近代オリンピックの場で流れたことを受け、SNS上で話題を呼んだ。
この他、かつてフジテレビ系列で放送されたスポーツバラエティ番組『オールスター紅白大運動会』で、「選手入場」の場面に使用された。